# 最上川 (タンカー)
最上川（もがみがわ）は、川崎汽船が所有・運航していた原油タンカー。
名前の由来は山形県を流れる清流、最上川から。

## 概要
2001年に今治造船西条工場で建造された。今治造船では初のVLCCである。
2007年1月8日（日本時間9日）サウジアラビアからシンガポールへ向けて原油を積載して航行中、アラビア海ホルムズ海峡でアメリカ海軍の原子力潜水艦「ニューポート・ニューズ」に接触される。接触箇所は左舷船尾船底部で、乗員に怪我は無かったが、左舷バラストタンクが損傷。4枚全てのスクリュー・プロペラ先端部も約8cm欠損した。翌9日アラブ首長国連邦コールファッカン港沖にて応急修理を実施し、日本海事協会から航行許可を得て、10日シンガポールへ向け出港した。